# Sam Mackinnon
Sam Mackinnon, né le 25 août 1976 à Melbourne, en Australie, est un ancien joueur australien de basket-ball, évoluant aux postes d'arrière et d'ailier. 

## Palmarès
- Champion d'Océanie 2003, 2007